# Valentín Paz-Andrade
Valentín Paz Andrade, né à Pontevedra (Espagne) le 23 avril 1898 et mort à Vigo le 19 mai de 1987 est un homme politique galléguiste, juriste, économiste et écrivain en galicien et castillan. Membre de l’Académie royale galicienne depuis 1978, celle-ci lui dédie la Journée des lettres galiciennes 2012 

## Biographie
Étudiant à l'université de Saint-Jacques-de-Compostelle, son oncle, le poète Xoán Bautista Andrade, lui a présenté Castelao qui aura une influence majeure sur son œuvre. En 1921 il obtient une licence en droit.

## Œuvre
Il a écrit des essais littéraires, historiques et économiques qui reflètent son intérêt pour l'évolution économique de la Galice. Il laisse aussi des écrits comme spécialiste du monde de la pêche.
C'est un poète de la Xeración de 1925 (Génération de 1925) de la littérature galicienne, son œuvre poétique est empreinte de patriotisme, par exemple dans Soldado da morte (1921), Pranto matricial (1954), où il évoque la mort de Castelao et qui est réédité en 1975 en cinq langues ; dans Sementeira do vento (1968), il loue le paysage et les gens de Galice, ainsi que l'exil et l'amour absent ; Cen chaves de sombra (1979) et Cartafol de homenaxe a Ramón Otero Pedrayo (1986) sont dédiés à l'écrivain de la génération Nós, né à Ourense.
Il a collaboré dans plusieurs revues culturelles galiciennes Grial, O Ensino et Outeiro, avec des articles sur la littérature, et en particulier autour de la figure emblématique de Castelao. Il a dirigé et collaboré dans des revues spécialisées de l'industrie de la pêche : Industrias Pesqueras et Industria Conservera. Il a écrit des articles d'économie et de politique pour les quotidiens El País et La Vanguardia.

### Écrits en galicien

#### Essais littéraires, économiques et politiques
- A galecidade na obra de Guimarães Rosa (1978, Edicións do Castro)  (ISBN 978-84-85134-92-2).
- Castelao na luz e na sombra (1982, Edicións do Castro)  (ISBN 978-84-7492-130-4).
- Galiza lavra a sua imagem (1985, Edicións do Castro)  (ISBN 978-84-7492-258-5).

#### Poésie
- Pranto matricial (1955, Ediciones Galicia do Centro Gallego de Buenos Aires)  (ISBN 978-84-85134-04-5).
- Sementeira do vento (1968, Editorial Galaxia)  (ISBN 978-84-7154-087-4)[4].
- Cen chaves de sombra (1979, Edicións do Castro)  (ISBN 978-84-7492-007-9)[5].
- Cartafol de homenaxe a Ramón Otero Pedrayo (1986, Fundación Otero Pedrayo).

#### Roman
- Soldado da morte (1921).

#### Essais et articles
- O legado xornalístico de Valentín Paz-Andrade (L'héritage journalistique de Valentín Paz-Andrade (1997, La Voz de Galicia). Compilation faite par Tucho Calvo.  (ISBN 978-84-88254-53-5).

#### Ouvrages collectifs
- A evolución trans-continental da lingua galaico-portuguesa. O porvir da lingua galega, 1968, Círculo das Artes, Lugo, 166 pp., pp. 115-132.
- O home dentro do sabio: Pedro Joseph de Bermés (1770-1824), 1985, Real Academia Galega de Ciencias (Académie royale galicienne des sciences. Avec la réponse de Enrique Vidal Abascal.
- Epistolario, (1997, Edicións do Castro). Edition de Charo Portela Yáñez et Isaac Díaz Pardo,  (ISBN 978-84-7492-841-9).

### Écrits en castillan

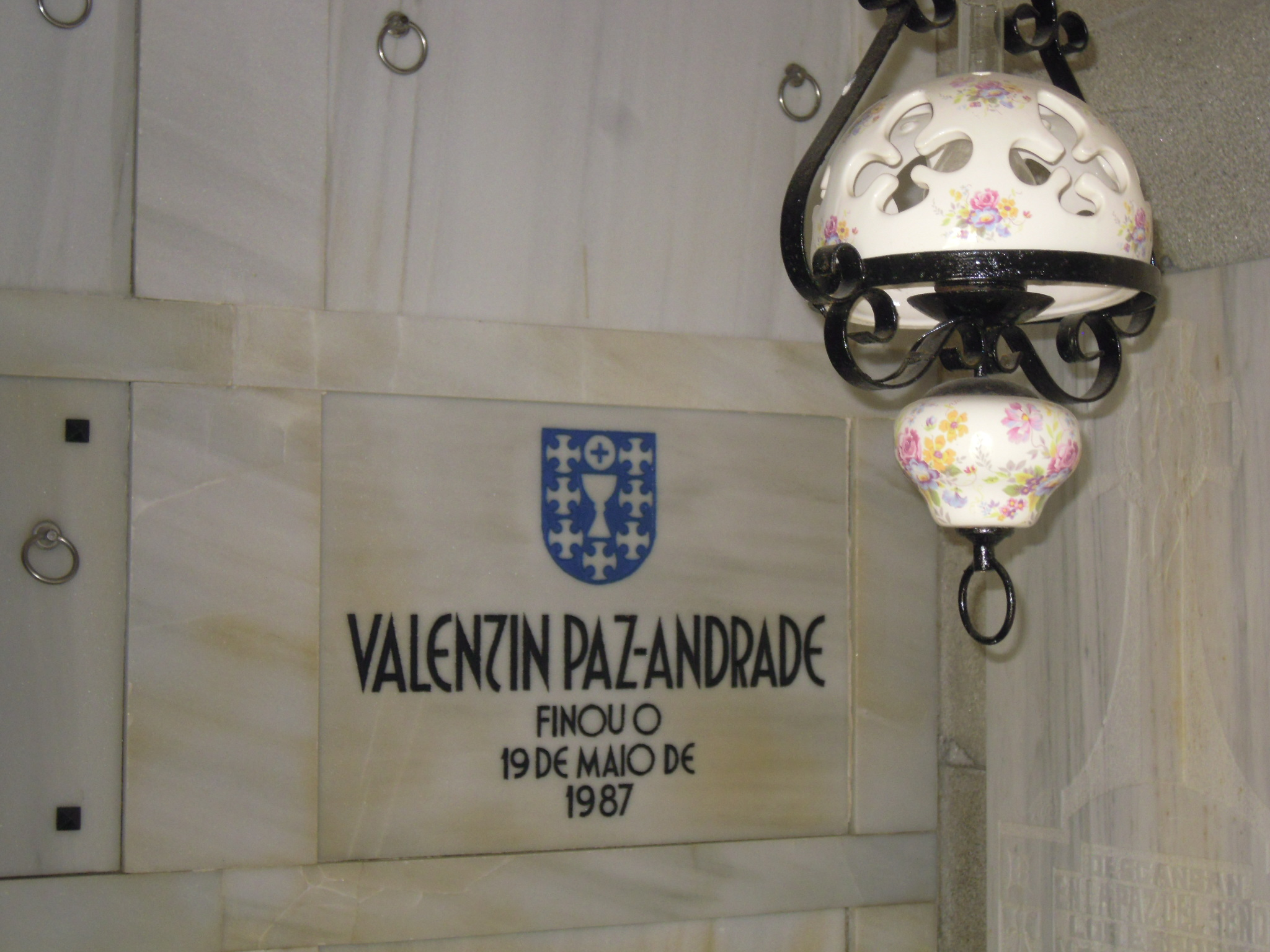
Plaque sur sa tombe au cimetière de Lérez, paroisse de Pontevedra.

#### Essais littéraires, économiques et politiques
- Galicia como tarea (1959, Ediciones Galicia do Centro Gallego de Buenos Aires).
- La anunciación de Valle-Inclán (1967, Losada, Buenos Aires)  (ISBN 978-84-7339-537-3).
- La marginacíón de Galicia (1970, Siglo XXI, Madrid)  (ISBN 978-84-323-0027-1).

#### Économie de l'industrie de la pêche
- Los puertos nacionales de pesca. Aportacíón de Vigo al estudio del problema (1928, Unión de Entidades Viguesas).
- Principios de economía pesquera (FAO, Santiago de Chile, 1954)
- Producción y fluctuación de las pesquerías (1954, Unesa).
- Sistema económico de la pesca en Galicia (1958, Editorial Citania, Buenos Aires).
- Los derechos sobre el espacio marítimo (1960, Ed. Reus)  (ISBN 978-84-290-0260-7).
- El capital como factor del desarrollo de Galicia (1970, Banco Noroeste, A Coruña).
- El concepto de zona económica en el nuevo derecho del mar (1974).

#### Ouvrage collectif
- Xosé Ramón Barreiro, Francisco Díaz-Fierros et altres, Los Gallegos, ed. AKAL, 1976, 547 pp. La sociedad y la economía, 1975, pp. 45-93[6].